# Hans Eichinger
Hans Eichinger es un deportista austríaco que compitió en bobsleigh en la modalidad cuádruple. Ganó dos medallas en el Campeonato Mundial de Bobsleigh, plata en 1973 y bronce en 1974.

## Palmarés internacional
| Campeonato Mundial | Campeonato Mundial           | Campeonato Mundial | Campeonato Mundial |
| Año                | Lugar                        | Medalla            | Prueba             |
| ------------------ | ---------------------------- | ------------------ | ------------------ |
| 1973               | Lake Placid (Estados Unidos) | Medalla de plata   | Cuádruple          |
| 1974               | Sankt Moritz (Suiza)         | Medalla de bronce  | Cuádruple          |